# Nordestin (cheval)
Vous lisez un « bon article » labellisé en 2018.
Pour les articles homonymes, voir Nordestin.
Le Nordestin (portugais : Nordestino) est une race de chevaux originaire de la Région Nord-Est, au Brésil. Probable descendant de montures amenées par les colons portugais à partir du XVIe siècle, il montre l'influence du Barbe d'Afrique du Nord. Ces chevaux s'adaptent au climat semi-aride local. Une association de race, la Associação Brasileira de Criadores do Cavalo Nordestino, se constitue tardivement, crée un stud-book et obtient une reconnaissance officielle en 1987. Elle est dissoute quelques années plus tard, provoquant la perte des lignées de la race. Depuis les années 2010, diverses initiatives sont en cours pour recenser et caractériser la population équine du Nordeste. 
De taille réduite, le Nordestin est particulièrement adapté au climat de sa région. Il présente une petite tête de profil subconvexe, une croupe inclinée, et de petits pieds. Ces chevaux sont surtout employés pour le travail du bétail. Bien que le Nordeste compte environ 500 000 chevaux de toutes races en 2016, le Nordestin est menacé par de nombreuses introgressions. Il subsiste dans les régions de la Caatinga, de Pernambouc, de Piauí et de Bahia.

## Histoire

### Dénomination
Bonnie Lou Hendricks, de l'université d'Oklahoma, cite le nom « Nordestin » (Northeastern / Nordestino) comme une autre dénomination pour la race Crioulo (2007), de même que le guide Delachaux (2014), dont l'auteur a probablement recopié Hendricks. Cependant, CAB International et la base de données DAD-IS distinguent le Crioulo du Nordestin, distinction également attestée par une étude génétique et une étude de caractérisation.
Ces chevaux sont connus sous divers noms, dont Nordestin (correspondant à (Cavalo) Nordestino en portugais brésilien et Northeastern en anglais), Sertanejo, Curraleiro, Cavalo de Mourão, Cavalo Crioulo Nordestino, Cavalo Pé Duro Nordestino ou simplement Mourão, en portugais brésilien.

### Origine
Les ancêtres du cheval Nordestin sont arrivés au Brésil au XVIe siècle, depuis le Portugal. Ils sont vraisemblablement proches des races du Sorraia, du Barbe, du Garrano et du Marismeño. La proximité morphologique avec le Barbe semble attestée.
En 1534, il est fait mention de chevaux d'origine portugaise dans la ville de São Vicente, puis l'année suivante dans le Pernambouc. Le Nordestin est façonné au cours des siècles suivants par le climat semi-aride du Nordeste brésilien. Durant 400 ans, il est le principal moyen de transport dans le Nordeste.

### Depuis leXXesiècle
Le Nordestin est catalogué comme race brésilienne depuis 1972, mais n'est reconnu par le Ministério da Agricultura, Pecuária e Abastecimento (Ministère de l'agriculture, de la pêche et de l'alimentation, MAPA) qu'en 1987. Cette même année, la Associação Brasileira de Criadores do Cavalo Nordestino (association brésilienne des éleveurs de chevaux nordestins, ABCCN), créée à Recife, publie un standard morphologique. Cette association ferme au début des années 1990, entraînant la castration de la plupart des étalons, l'abattage d'une grande partie du cheptel, et la fin de la gestion du stud-book de la race. En l'absence de gestion, les chevaux nordestins restants sont croisés au hasard avec d'autres chevaux de leur écozone, ce qui entraîne des variations morphologiques et une modification du génotype, en particulier en termes d'adaptation à la sécheresse.
Depuis les années 2010, des éleveurs et amateurs s'organisent et travaillent sur la restauration et la préservation de cette race, par recours aux inscriptions initiales (IR) dans un stud-book. Une association de race est réactivée à Juazeiro. Dans un document daté de 2016, sur la base des données disponibles en 2013, le MAPA sensibilise à la nécessité d'organiser l'élevage de la race, estimant qu'environ 500 000 animaux purs ou croisés sont concernés. Dans ce même document, le MAPA indique que l'association responsable de la race a été inactive pendant 8 ans.

## Description

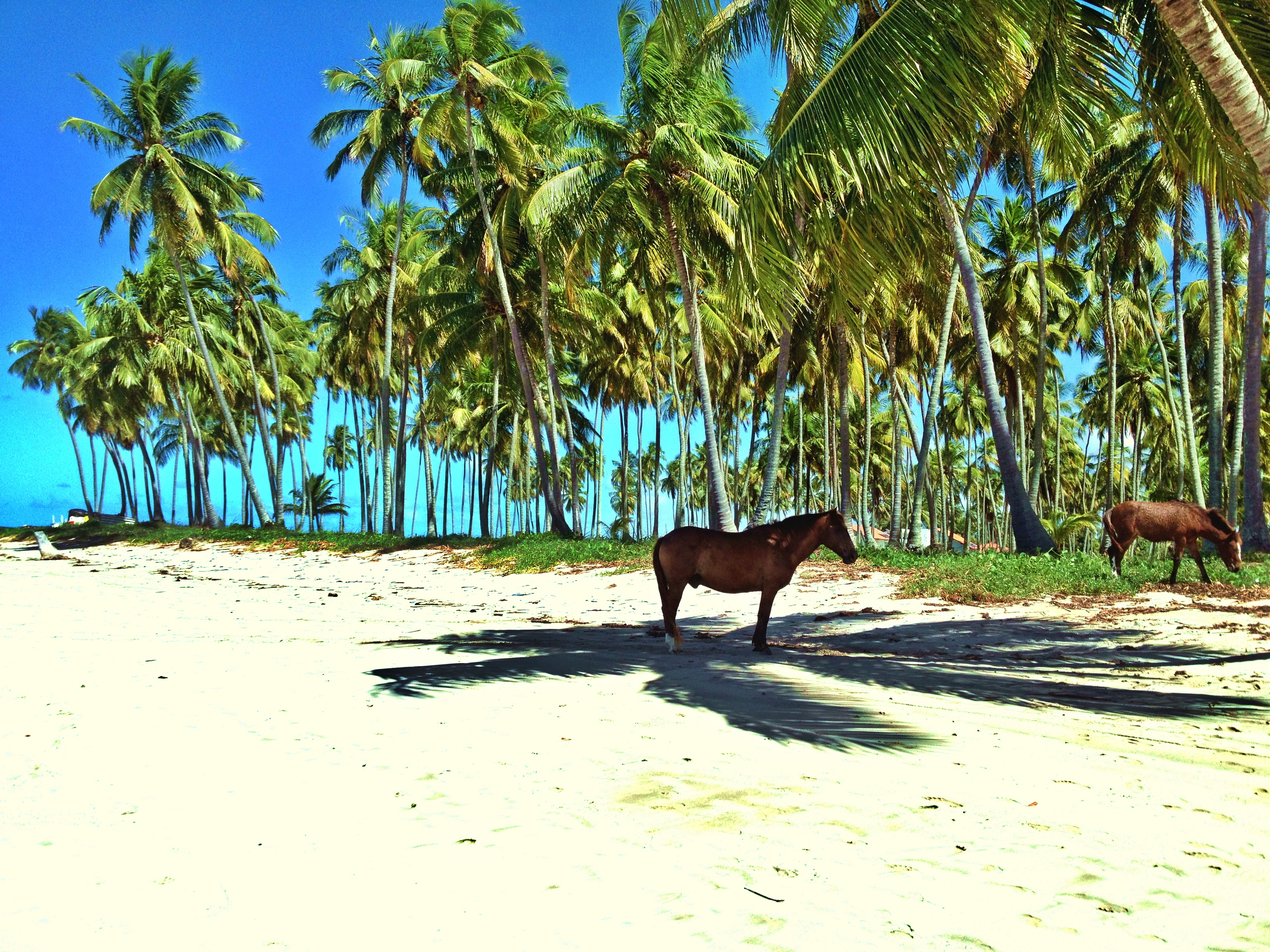
Nordestins sur une plage du Pernambouc.

Hendricks indique une taille moyenne de 1,32 m à 1,34 m, et CAB International une fourchette de 1,32 m à 1,37 m. 

### Morphologie
Une étude de morphologie a été publiée en 2013, sur la base de l'observation de 238 animaux adultes, originaires des États de Pernambouc et Piauí, à partir de 2009. Le dernier standard morphologique de la race, édité en 1987, décrivait le Nordestin comme étant caractérisé par une petite tête proportionnelle au corps (de profil rectiligne ou subconvexe), une encolure pyramidale et bien insérée, des lèvres fines et juxtaposées, une croupe légèrement inclinée, et de petits sabots arrondis, de préférence de couleur sombre.
En plus de sa taille relativement réduite, la race est effectivement caractérisée par une petite tête. Le profil de tête des chevaux étudiés par Pires et al. est le plus souvent subconvexe, plus rarement rectiligne, et encore plus rarement, subconcave. Le profil rectiligne ou subconvexe est typique des chevaux de Pernambouc, tandis que le profil subconcave se retrouve chez ceux de Piauí. Les lèvres sont généralement fermes et juxtaposées ; cependant, ce critère doit aussi prendre en compte les chevaux vieillissants dont les lèvres se relâchent. L'encolure des chevaux étudiés est pyramidale, sauf chez les juments et les hongres de Piauí, qui présentent plus généralement une encolure de cygne. Cette particularité pourrait découler de croisements avec la race arabe.
La croupe est toujours inclinée, plus ou moins fortement. Les sabots sont généralement petits et solides.

### Robes

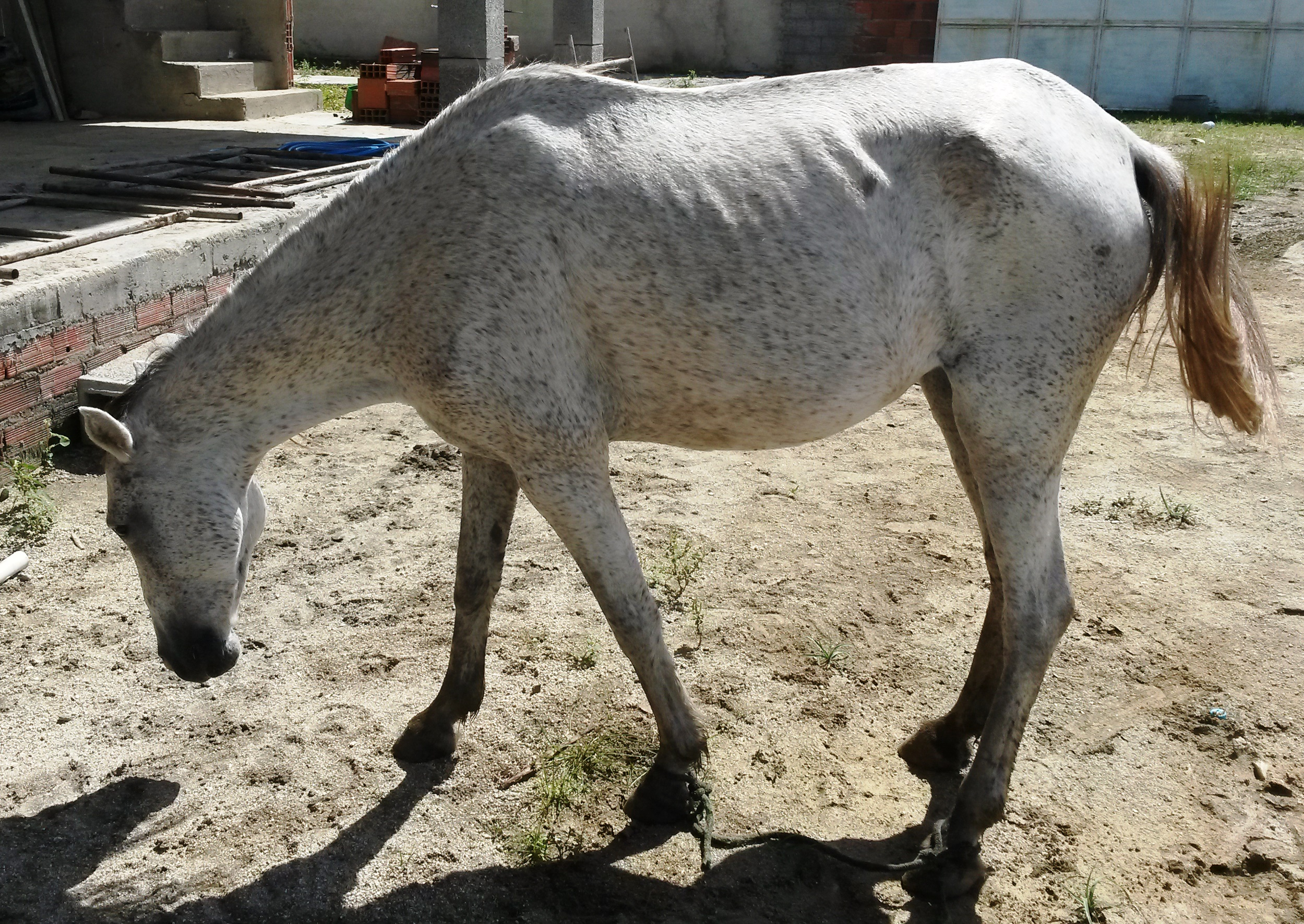
Nordestin de robe grise.

D'après la base de données DAD-IS, la robe est le plus souvent bai foncé (à 40 %), mais peut aussi être grise (25 %), bai clair (15 %) ou alezane (15 %). D'après l'étude de caractérisation de Melo et al., la diversité de robes rencontrée était grande, mais le gris était le plus fréquent chez les chevaux étudiés (37,04 %), suivi par le bai (29,63 %) et l'alezan (14,81 %). Le bai se rencontre plus souvent chez les chevaux de Pernambouc, tandis que l'alezan est plus fréquent chez les chevaux de Piauí : dans ce dernier échantillon, les robes les plus fréquentes sont, dans l'ordre, le gris (31,58 %), le bai (26,32 %) et le bai foncé ou bai-brun (21,05 %). Il est possible que le gris ait été favorisé par les éleveurs brésiliens, les chevaux gris étant réputés plus résistants et coopératifs, ce qui les aurait poussés à privilégier des accouplements avec les gris. L'effet épistatique de l'allèle G (gris) sur les autres gènes a pu favoriser la naissance de poulains gris. Une autre explication serait une meilleure adaptation des chevaux gris à des conditions climatiques particulières.
CAB International indique la présence du gène Dun et du rouan. La couleur prédominante des sabots est le noir, suivie des sabots bicolores à corne noire et blanche. La prédominance des sabots foncés pourrait s'expliquer par une meilleure adaptation aux conditions climatiques locales.

### Tempérament et entretien
La race est caractérisée par une extrême rusticité, lui permettant de survivre en climat semi-aride avec des apports d'eau et de nourriture réduits,. Cette rusticité lui permet aussi de travailler sans fers à cheval,.

### Génétique
Une étude sur la diversité génétique est publiée en 2016, à partir d'une analyse sur 393 individus correspondant au phénotype de la race. Elle montre une consanguinité relativement importante et un manque d'hétérozygotie, vraisemblablement dû à l'usage répété des mêmes étalons à la reproduction. La diversité génétique globale se situe en revanche dans la moyenne de la plupart des races de chevaux, et semble imputable aux nombreux croisements récents pratiqués chez le Nordestin. Les races les plus proches sont le Mangalarga marchador et le Mangalarga paulista, ce qui correspond à une récente introgression de ces deux races chez le Nordestin. Les chevaux de Pernambouc ont notamment été croisés avec le Mangalarga Marchador et le Quarter Horse. 
Le Nordestin est signalé pour l'importance de son patrimoine génétique, en particulier de par ses qualités de résilience et de rusticité, supérieures à celles de nombreuses autres races de chevaux.

### Sélection

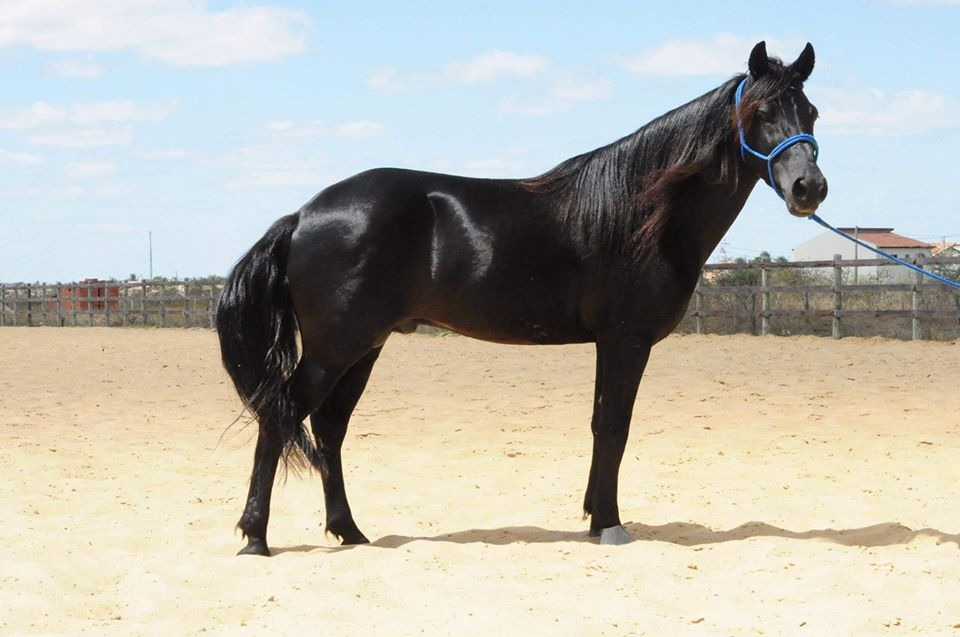
Maniva, cheval Nordestin selectionné.

L’Associação Brasileira de Criadores de Cavalo Nordestino (Association brésilienne des éleveurs de chevaux nordestins, ABCCN) avait l'autorisation de gérer les registres généalogiques de la race (en 2016), mais cette autorisation a été révoquée par la Règle administrative no. 1.537 / 2017 du MAPA publiée au Diário Oficial da União (Journal officiel de l'Union) le 26 juillet 2017, section 1, page 17. Deux autres associations ont, de leur propre initiative, repris la gestion du stud-book de la race, le Núcleo de Preservação e Seleção do Cavalo Nordestino (Centre de préservation et de sélection du cheval nordestin, NPSCN), qui fonctionne depuis 2011, et l’Associação Equestre e de Preservação do Cavalo Nordestino (Association équestre de préservation du cheval nordestin, AEPCN).

## Utilisations
Ces chevaux servent principalement à la traction, mais aussi sous la selle, en particulier pour le travail de ranch. Leur principale utilisation historique fut dans le cadre du travail avec les bovins. Le Nordestin est globalement peu valorisé dans sa région d'origine, étant considéré comme un petit cheval maigre et sans valeur.  

## Diffusion de l'élevage

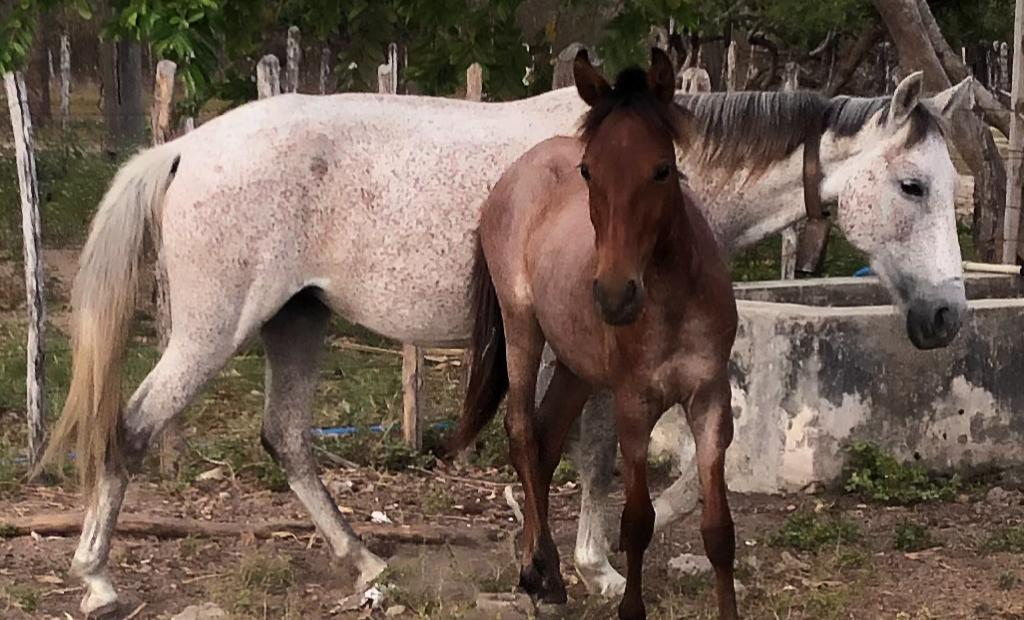
Jument et poulain Nordestin.

La race est localisée dans la région du Nord-Est, au Brésil, d'où son nom. Elle se trouve en particulier dans la Caatinga. D'autres populations de Nordestins subsistent dans les régions de Pernambouc, Piauí et Bahia : d'après leur caractérisation morphologique, la majorité répond aux critères de la race. Il n'existe pas de relevé d'effectifs dans DAD-IS. L'étude menée par l'université d'Uppsala, publiée en août 2010 pour la FAO, signale le « Nordestino » comme race locale d'Amérique du Sud dont le niveau de menace est inconnu.
La race est signalée pour son importance économique, sociale et culturelle dans sa région originelle, en particulier pour les éleveurs du Nordeste.

### Note
1. ↑  Hendricks est citée parmi les sources de ce dernier ouvrage, voir Rousseau 2014, p. 534.

#### Articles et ouvrages spécialisés
- [Melo, Pires et Ribeiro 2013] (en) J. B. Melo, D. a. F. Pires et M. N. Ribeiro, « Phenotypic profile in remaining of the Nordestino horse breed from Northeastern of Brazil », Archivos de Zootecnia, vol. 62, no 238,‎ juin 2013, p. 171–180 (ISSN 0004-0592, DOI 10.4321/S0004-05922013000200002, lire en ligne, consulté le 10 août 2018)
- [Costa, Lopes do Val et Leite 1974] (pt) N. Costa, L.J. Lopes do Val et G.U. Leite, Estudo da preservação do Cavalo Nordestino, Récife, Departamento de Produção Animal, 1974, 15 p.
- [Pires 2012] (pt) Denea de Araújo Fernandes Pires, Caracterização genética de remanescentes da raça equina nordestina em mesorregiões dos estados da Bahia, Pernambuco e Piauí através de marcadores microssatélites, Universidade Federal Rural de Pernambuco, juin 2012, 101 p. (lire en ligne)
- [Pires et al. 2014] (es) D. A. F. Pires, E. G. A. Coelho, J. B. Melo, D. A. A. Oliveira, M. N. Ribeiro et E. G. Cothran, « La diversidad genética y la estructura de la población en subpoblaciones remanentes de la raza del caballo nordestino », Archivos de Zootecnia, vol. 63, no 242,‎ 2014, p. 349-358
- [Pires et al. 2016] (en) D. A. F. Pires, E. G. A. Coelho, J. B. Melo et D. A. A. Oliveira, « Genetic relationship between the Nordestino horse and national and international horse breeds », Genetics and molecular research: GMR, vol. 15, no 2,‎ 26 avril 2016 (ISSN 1676-5680, PMID 27173248, DOI 10.4238/gmr.15027881, lire en ligne, consulté le 23 mars 2018)